# Norte FM João Pessoa
Norte FM João Pessoa é uma emissora de rádio brasileira sediada em João Pessoa, capital do estado da Paraíba. Opera no dial FM, na frequência 103,3 MHz. A emissora pertence ao Grupo Norte de Comunicação, que também controla a sua coirmã TV Norte Paraíba.

## História
Em 19 de janeiro de 2015, a emissora teve 57,5% das suas ações vendidas pelos Diários Associados ao Sistema Opinião de Comunicação, pertencente a Cândido Pinheiro, fundador do Grupo Hapvida, que agora passava a responder majoritariamente pela emissora e outros veículos de comunicação que pertenciam à empresa no Nordeste brasileiro. Em 2019, o Sistema Opinião de Comunicação passou a deter 100% das ações.
No dia 14 de março de 2016, foi anunciado oficialmente, que a Clube FM deixaria de existir, passando a ser mais uma afiliada da rede de rádios BandNews FM. A então Clube FM extinguiu toda a sua programação e passou a produzir uma programação de expectativa sob a marca 103,3 FM, com músicas do gênero adulto contemporâneo. A estreia foi no dia 2 de maio, e contou com a presença do jornalista Ricardo Boechat.
Em 24 de outubro de 2023, com o anúncio do contrato entre o Grupo Bandeirantes e o Sistema Arapuan (que inclui a afiliação da TV Arapuan à Rede Bandeirantes), foi revelado que a emissora perderia a afiliação à BandNews FM No dia 28 de dezembro do mesmo ano, a programação da rede all news foi transferida para a 101,1 FM, estação do Sistema Arapuan que estava arrendada à Igreja Pentecostal Deus é Amor
Em 21 de janeiro de 2025, exatamente 35 anos depois da emissora entrar no ar, foi tornado público que o Sistema Opinião vendeu a emissora ao Grupo Norte. No dia seguinte, em nota conjunta, os antigos e novos proprietários confirmaram que o contrato de compra e venda foi assinado em 19 de dezembro de 2024 e que estão aguardando manifestação do Cade para darem sequência a transferência do controle 